# 吉星報喜
《吉星報喜》（英語：The Legend of Master Chan）是香港電視廣播有限公司製作的古裝劇集，由梁材遠監製，溫兆倫、曾華倩、周海媚、吳岱融、彭文堅、盧宛茵、劉兆銘等主演，全劇共20集。

## 故事大綱
清末廣東陳村有一米商陳裕隆中年得子，取名夢吉。 夢吉小時因受雷響驚嚇，致使不能說話，被指腹為婚之未婚妻金銀鳳所嫌棄。後夢吉得盲公出塵子啟蒙，恢復聰明伶俐、能言善道的性格，但因鋒芒太露，得不到私墊老師疼愛。反而木訥的陳冠一生得唇紅齒白，最得老師歡心，連女扮男裝的杜二妹亦對他傾心，另一方面夢吉亦對二妹心存愛慕。
二妹本為山賊杜大娘之女，後身分敗露，夢吉為救二妹而惹上官非，二人逃往省城，重遇銀鳳及已在朝廷做官的冠一，四人感情關係錯綜複雜，展開一幕幕的愛情遊戲。同時，冠一禮聘夢吉為師爺，夢吉憑其機智，贏得眾人稱譽，事業如日方中，更先後令廣東橋王劉華東及荒唐鏡拜服，三人自此成莫逆之交。就在此時，夢吉重遇恩師出塵子，原來出塵子是朝廷通緝的欽犯，夢吉知悉後決憑一己之力，助出塵子度過難關，究竟最後他能否成功？而他與二妹及銀鳳的感情糾紛，又如何解決呢?

## 演員表
- 溫兆倫 飾 陳夢吉
- 周海媚 飾 杜二妹
- 曾華倩 飾 金銀鳳
- 黃天鐸
- 承　恩
- 禇肇淇
- 吳瑞庭
- 黃英耀
- 王維德
- 李海生
- 白　茵 飾 陈梦吉之母
- 劉兆銘 飾 陈梦吉之父
- 曹　濟
- 陳中堅
- 羅國維 飾 金銀鳳之父
- 溫雙燕
- 曾近榮 飾 陳冠一之父
- 白　蘭
- 廖麗麗
- 凌禮文
- 梁　愛
- 李泳豪 飾 陳夢吉 (童年)
- 馮慧萍
- 余慕蓮
- 林　聰 飾 出塵子
- 盧宛茵 飾 杜大娘
- 黃一飛 飾 神醫
- 陶大宇 飾 一點紅
- 徐廣林
- 韓　俊
- 顏超雄
- 區　嶽
- 李家鼎 飾 陶若飛
- 彭文堅 飾 陳冠一
- 林燕明
- 江明輝
- 孫季卿
- 黃宗賜
- 嚴秋華
- 潘文柏
- 駿　雄
- 馮志豐 飾 陳冠一書僮
- 田　青
- 黃　新
- 吳博君
- 黎耀祥
- 河國榮
- 雷宇揚
- 馬慧玲
- 林文龍
- 王仲匡
- 鄧煜榮
- 李桂英
- 麥長青
- 李揚道
- 光　毅 飾
- 焦　雄 飾
- 吳華山
- 曾耀明
- 陸應康
- 馬慶生
- 黎壁光
- 梁健平
- 曾慧雲
- 吳耀民
- 石毅魂
- 吳岱融 飾 劉華東
- 佩　雲
- 江　寧
- 劉文俊
- 蕭華貴
- 梁俊傑
- 周天得
- 徐寶麟
- 秦　沛 飾 方唐鏡
- 徐新義
- 王鴻琴
- 陳春明
- 羅嘉良 飾 翁文祥
- 蘇漢生
- 譚一清